# ARPC3
ARPC3‏ (Actin related protein 2/3 complex subunit 3) هوَ بروتين يُشَفر بواسطة جين ARPC3 في الإنسان.